# Французская философия
Францу́зская филосо́фия — обобщённое название для философии на французском языке. Французская философия ориентирована на проблемы человека и общества, часто облекается в литературную форму, окрашена авторским индивидуальным стилем. Примыкая в самый начальный период к философии поздней античности, французская философия рано нашла свой оригинальный образ мышления и изложения.

## История

### Средневековье
В средние века французская философия была ведущей, и до конца XIV века в Европе не было крупных философов, которые не учились бы или не преподавали, по крайней мере временно, в Schola Palatina в Париже или Парижском университете. «Французским Сократом» был назван Пьер Абеляр, представляющий собой вершину французской ранней схоластики.

### Возрождение
В эпоху Возрождения: Монтень, который вводит эссе (фр. Essai) как жанр философии, а также Шаррон.

### XVII век
Благодаря Декарту в философии появляется термин дискурс (фр. discours) и поднимается тема мыслящего субъекта. Другими мыслителями этой эпохи являлись Гассенди, Мальбранш и Паскаль.

### XVIII век
Эпоха Просвещения во Франции представлена энциклопедистами и материалистами. Вольтер вводит понятие толерантности (фр. tolérance), под которым понимается поворот в сторону секуляризма (лаицизм). Антиклерикальный уклон французской философии продолжили Гольбах и Дидро, противопоставлявшие просвещенный разум (резон) темным суевериям. Кондильяк, Ламетри, Д’Аламбер, Монтескьё, Руссо.

### XIX век
В XIX веке особое место занимает Огюст Конт, основатель позитивизма, которого нередко называют также основателем социологии, хотя собственно социологические исследования с привлечением эмпирического материала начал проводить Эмиль Дюркгейм. Определённым влиянием пользовались французские социалисты Сен-Симон, Фурье, Прудон. В конце века возникают идеи философии жизни в творчестве Анри Бергсона, развитие которых он продолжит уже в XX веке.

### XX век
В XX веке французская философия испытала влияние идей Эдмунда Гуссерля, Мартина Хайдеггера и школы психоанализа. Вместе с тем именно в этом веке французская философия сама стала одной из самых влиятельных в мире. С одной стороны, во французской философии можно выделить особые направления: экзистенциализм (Сартр, Камю, Мерло-Понти, Марсель), структурализм (Леви-Стросс, Барт, Фуко), постмодернизм (Делёз, Деррида, Лиотар, Бодрийяр, Бадью); с другой стороны, в ней есть мыслители, которые не принадлежат этим направлениям, как, например, Тейяр де Шарден, Маритен, Мунье, Батай, Башляр и другие. См. также: Альтюссер, Бланшо, Бурдьё, Гваттари, Койре, Лакан.